# 毛果船苞翠雀花
毛果船苞翠雀花（学名：Delphinium naviculare var. lasiocarpum）为毛茛科翠雀属下的一个变种。

## 扩展阅读
- 維基物種上的相關：毛果船苞翠雀花